# Main Man
«Main Man» — рок-песня певицы и актрисы Шер с её девятнадцатого альбома Cher. Песня была написана и спродюсирована Десмондом Чайлдом. Песня была выпущена как промосингл с альбома в 1988 году. Изначально была записана Desmond Child & Rouge в 1978 году.

## О песне
«Main Man» была выпущена на CD и 7" как промосингл в США. В 1988-м в рамках промокампании было снято музыкальное видео на песню и Шер спела песню на MTV Video Music Awards. Тем не менее, Geffen Records не выпустили песню как официальный сингл.

## Музыкальное видео
В видео на песню, Шер бродит по своему пустом особняку, который она продавала в то время Эдди Мёрфи. В клипе также появляется Rob Camiletti и показаны кадры выступления на MTV Video Music Awards.